# Östra Frölunda
Östra Frölunda – miejscowość (tätort) w Szwecji, w regionie administracyjnym (län) Västra Götaland, w gminie Svenljunga.
Według danych Szwedzkiego Urzędu Statystycznego liczba ludności wyniosła: 321 (31 grudnia 2015), 313 (31 grudnia 2018) i 319 (31 grudnia 2019).